# ياو مين
ياو مين (بالصينية: 姚敏) هو مغني وكاتب أغاني صيني، ولد في 1917 في شانغهاي في الصين، وتوفي في 1967.

## وصلات خارجية
- ياو مين على موقع ميوزك برينز (الإنجليزية)
- ياو مين على موقع ديسكوغز (الإنجليزية)